# Sicilcassa
La Cassa centrale di risparmio Vittorio Emanuele per le province siciliane (Caisse centrale d'épargne Victor Emmanuel pour les provinces siciliennes) ou Sicilcassa est une ancienne institution financière fondée en 1861 à Palerme et mise en liquidation en 1997.

## Historique
Un an après le plébiscite pour l'unification italienne, la caisse d'épargne est fondée par décret du 21 octobre 1861 no 74 du lieutenant général du Roi en Sicile, Ignazio De Genova di Pettinengo, avec un capital de 42 500 lires, sur les modèles des établissements existant en France et en Angleterre pour permettre de financer des associations caritatives, des maisons de retraite, des orphelinats et des hôpitaux.
L'institution siège au Palazzo delle Finanze de 1873 à 1891, puis emménage dans l'ancien couvent des Pères mercédaires, via dei Cartari, partagé avec la Chambre de commerce.
La Cassa di risparmio per le province siciliane gère le bureau des impôts de Palerme jusqu'en 1942, date à laquelle il fut repris par une société privée (Aloschi-Pagoto-Pizzuto-Ruggeri). Lui succède ensuite l'Intendance des Finances puis l'Ingic.
Géré par la Région sicilienne à partir des années 1950, l'établissement et ses bureaux dans toute l'île forme le réseau bancaire de référence en Sicile. Dans les années 1960, Sicilcassa reçoit l'autorisation de gérer le crédit foncier dont la valeur passe de 12,1 milliards en 1960 à 107,8 milliards en 1971. Avec un Sicilien sur cinq comme client dans les années 1970, elle est le deuxième plus grand établissement financier de l'île après Banco di Sicilia, et la deuxième caisse d'épargne italienne après la lombarde Cariplo. L'établissement est aussi un puissant outil politique tant dans l'attribution des prêts que des places d'administrateurs, qui se négocient contre des soutiens électoraux. Ainsi, la députée DC Margherita Bontade, sœur du parrain Francesco Paolo Bontate et belle-sœur du directeur général de Sicilcassa Andrea Trapani, fait de la banque son secrétariat politique. Plusieurs autres figures politiques de l'île commencent ou finissent leurs vies publiques dans cette banque.
En 1990, l'établissement de crédit devient une société par actions (spa) détenue par une fondation homonyme, et une recapitalisation d'environ 500 milliards de lires est nécessaire. Mais la fin du financement par la Région, l'arrivée de nouvelles banques concurrentes, et les premiers scandales (prêts facilement accordés aux chevaliers du travail catanais comme Gaetano Graci, au comte Arturo Cassina ou encore aux constructeurs mafieux palermitains Rosario Alfano et Gianni Ienna) fragilisent la société. En 1996, Sicilcassa emploie 3 850 personnes, possède 245 agences et gère 11 000 milliards de lires de dépôts et autant de crédits. Déficitaire à hauteur de 1 200 milliards, Sicilcassa est mise en liquidation par le gouverneur de la Banque d'Italie Antonio Fazio, constituant la plus grave catastrophe financière depuis la faillite de la Banco Ambrosiano.
Elle est rachetée par Banco di Sicilia, lui-même fusionné dans Banca di Roma-Capitalia puis au sein d'Unicredit. Son siège historique, construit par Ernesto Basile sur la Piazza Borsa à Palerme et décoré par Ettore De Maria Bergler, est transformé en hôtel de 110 chambres, avec restaurant, centre de fitness et deux salles de conférence.

## Présidents
- 1866-1889 : Salesio Balsano
- 1913-1924 : Eugenio Oliveri
- ...-1957 : Lauro Chiazzese
- 1958 : Franco Restivo
- 1958-1962 : Gaspare Cusenza
- 1963 -1976 : Ferdinando Stagno d'Alcontres
- 1976-1979 : Vincenzo Giummarra
- 1979-1983 : Angelo Bonfiglio